# Parco Pertini

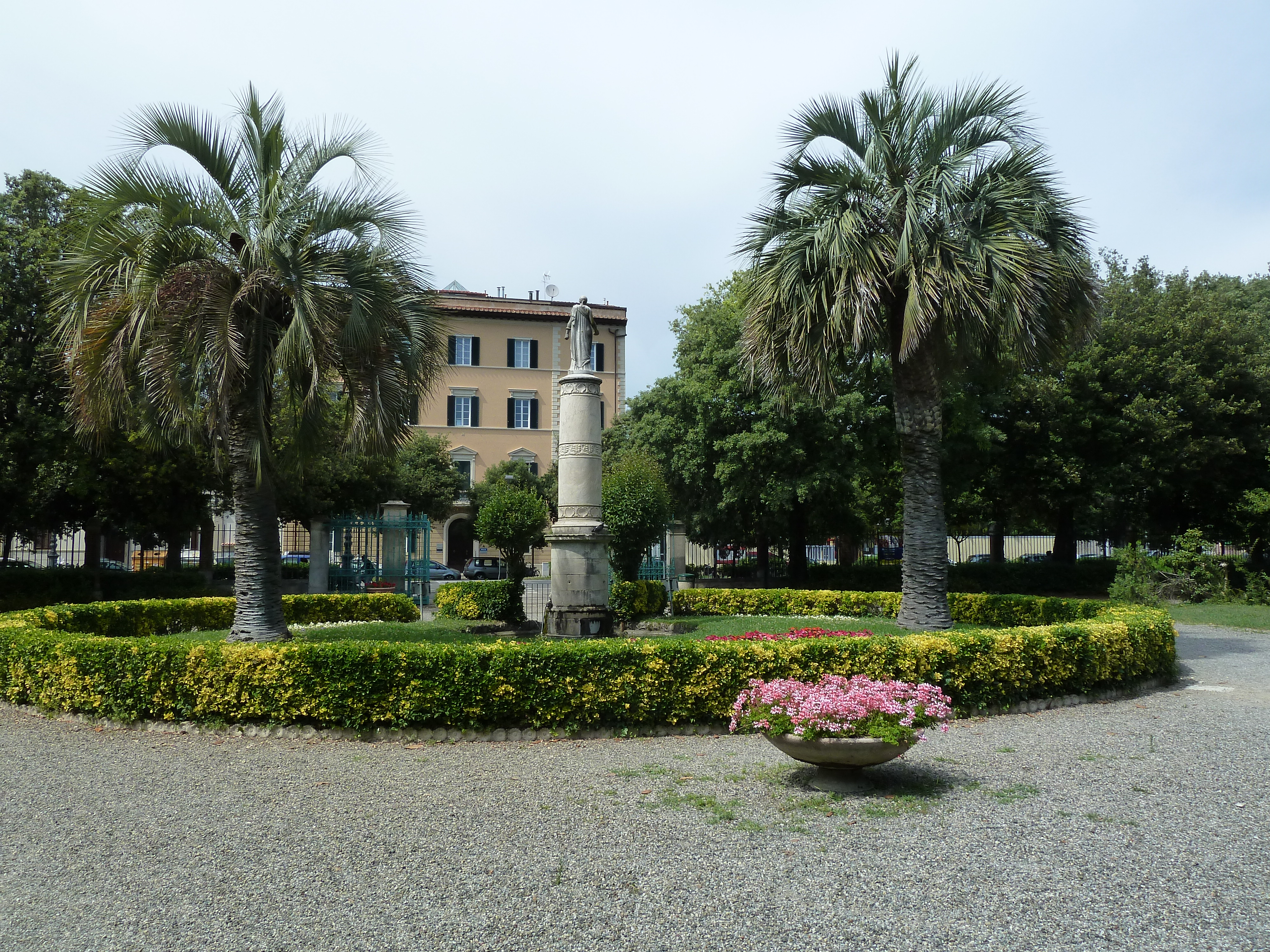
L'ingresso visto verso viale Carducci

Il Parco Pertini, noto ancora con l'antico nome di Parterre, si trova sul viale Carducci a Livorno.

## Storia
Il Parterre venne realizzato su progetto e direzione dell'architetto Pasquale Poccianti, tra il 1830 ed il 1854 nei pressi del Cisternone. Nato come giardino pubblico fu uno dei primi, se non il primo in Europa, ad essere realizzato come tale. Tra la fine dell'Ottocento e gli inizi del Novecento questo spazio continuò ad essere concepito, curato, come simbolo del "decoro" borghese di Livorno.
Lentamente fu trasformato in giardino zoologico, pur in assenza di strutture e assistenza tecnica adeguate. Il primo dato certo sull'introduzione di animali riguarda la donazione da parte del sindaco di Sassari di due cinghiali donati alla città di Livorno ed "esposti al pubblico nel Giardino degli acquedotti". Alla vigilia della guerra il sovraffollamento del giardino fece registrare i primi segni di malessere all'interno dei recinti. Nel 1940 si provvide all'allontanamento in massa degli animali che vennero trasferiti nel giardino zoologico di Salsomaggiore. Il passaggio del fronte portò alla requisizione del giardino da parte del comando alleato. 
Nel 1950 il "Parterre" tornò alla sua funzione originaria di parco pubblico e negli anni novanta venne ampliato sulla confinante area dell'ex fabbrica Pirelli.

## La colonna

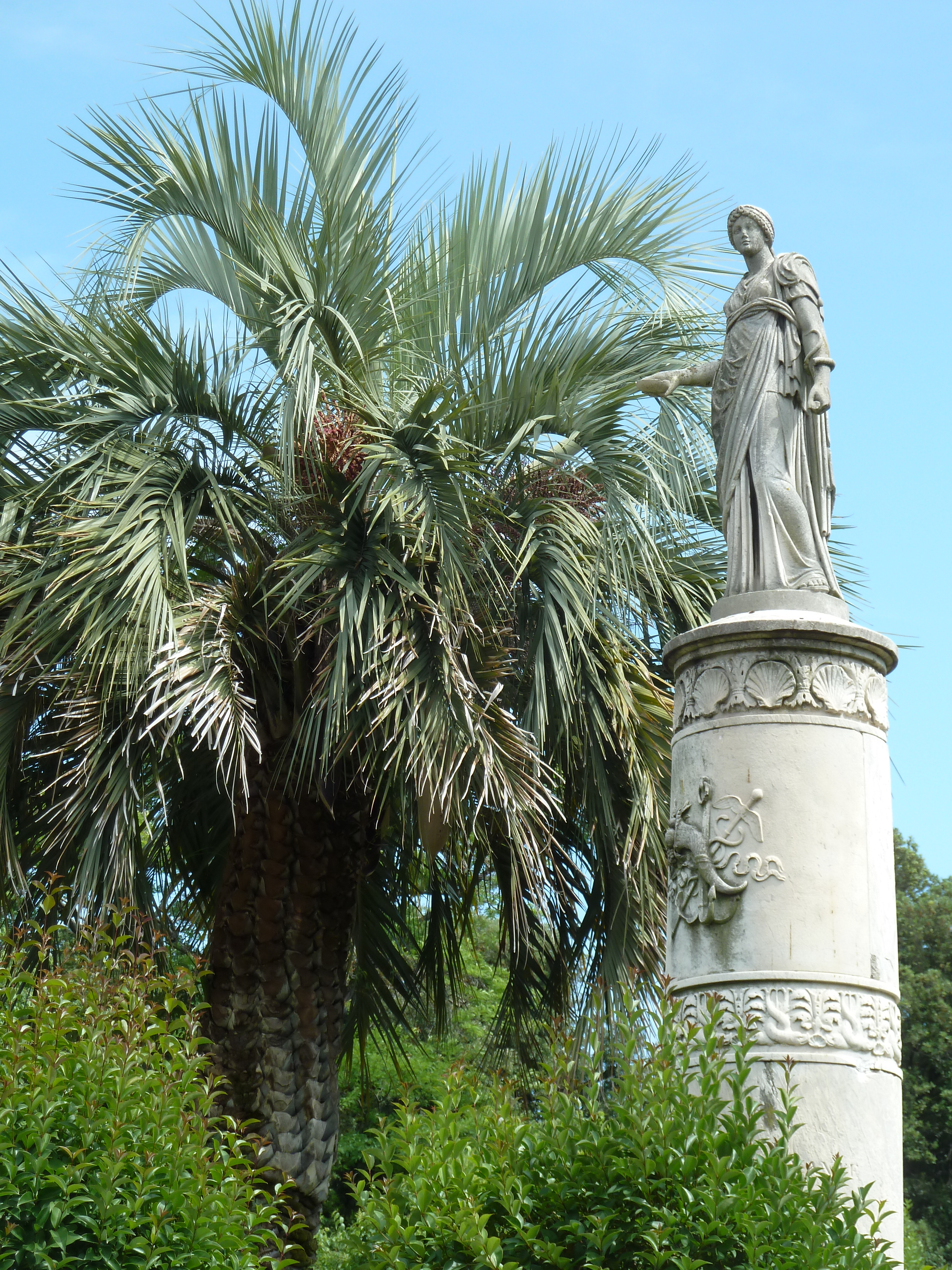
La colonna con la scultura della dea Igea

All'ingresso del Parterre venne collocata una colonna un tempo facente parte di una fontana posta all'incrocio tra via Garibaldi e via Galilei, progettata dallo stesso Poccianti intorno al 1838.
La colonna, ancora nella sua collocazione originaria, fu raffigurata in un dipinto di Adolfo Belimbau, risalente al 1888 e attualmente conservato alla Galleria Nazionale d'Arte Moderna di Palazzo Pitti. La figura femminile posta sulla sommità è d'ispirazione classica, raffigurando la dea della salute e dell'igiene Igea.